# Monodelphis adusta
Monodelphis adusta là một loài động vật có vú trong họ Didelphidae, bộ Didelphimorphia. Loài này được Thomas mô tả năm 1897.